# غلين ريتشاردسون
غلين ريتشاردسون (بالإنجليزية: Glenn Richardson)‏ هو محامي وسياسي أمريكي، ولد في 12 يناير 1960. حزبياً، نشط في الحزب الجمهوري. وقد انتخب عضو مجلس نواب جورجيا.